# Bostar
Bostar (em grego:  Βώστωρ, Βώσταρος; fl. 256 a. C.) foi um general cartaginês que combateu durante a Primeira Guerra Púnica. Um dos três comandantes — juntamente com Amílcar e Asdrúbal — das forças cartaginesas que lutaram contra o cônsul Marco Atílio Régulo quando ele invadiu o norte da África em 256 a.C...

## História
Apesar de os planos iniciais de enfrentar as legiões romanas numa planície, onde a superioridade da cavalaria cartaginesa e seus elefantes permitiam que os romanos fossem fossem enfrentados em condição de inferioridade, os generais cartagineses retiraram o exército para as montanhas, onde as forças montadas eram inúteis. As tropas cartaginesas foram massacradas na Batalha de Ádis e Bostar, juntamente com seus dois colegas, foi capturado.
Depois da morte de Régulo, Bostar e Amílcar foram entregues aos familiares do cônsul, que se comportaram com tamanha brutalidade com eles que acabaram matando Bostar.
Segundo Diodoro Sículo, a crueldade da família provocou tanta vergonha em Roma que os filhos de Régulo acreditaram ser recomendável queimar o corpo do general e enviar suas cinzas para Cartago.